# Gabriela Horvátová
Gabriela Horvátová (Varaždin, Croàcia, 25 de desembre de 1877 - Praga, 29 de novembre de 1967) fou una mezzosoprano txeca, coneguda per haver estrenat Jenůfa a Praga el 1916 i haver esdevingut la primera amant de l'autor, Leoš Janáček.
Va abastar els papers de contralt, mezzosoprano i soprano. Durant 27 anys va ser membre de l'Òpera del Teatre Nacional de Praga i també va ser una reeixida actriu de cinema mut.